# Ontbijt voor kampioenen
Ontbijt voor kampioenen (Breakfast of Champions, or Goodbye Blue Monday) is een boek van de Amerikaanse schrijver Kurt Vonnegut uit 1973. De titel is ontleend aan de slagzin voor het ontbijtgranenmerk Wheatie's, een dochteronderneming van General Mills.

## Paratekst
Het boek is opgedragen aan Phoebe Hurty, aan wie het gros van het voorwoord wordt besteed. Hurty was een weduwe uit Indianapolis, waar Vonnegut opgroeide en haar heeft leren kennen ten tijde van de Grote Depressie. Ze schreef adviescolumns voor de Indianapolis Times en huurde de toen 16-jarige Vonnegut in om advertenties te schrijven voor de krant.
Ook wordt Job 23:10 uit de King Jamesbijbel geciteerd: "When he hath tried me, I shall come forth as gold" (Maar Hij kent de wegen die ik kies; als hij me toetste, zou ik puur als goud zijn). Dit vers sluit aan bij het thema van de vrije wil welke als rode draad door het boek heen loopt.

## Inhoud
Het boek bevat twee hoofdpersonen: Kilgore Trout is een goed verkopende, maar verder totaal onbekende sciencefiction-schrijver, op weg naar een congres in de fictieve Amerikaanse plaats Midland City op uitnodiging van Eliot Rosewater. De andere hoofdpersoon is Dwayne Hoover, een Pontiac-autoverkoper en ondernemer, tevens uit Midland City.
Het verhaal begint met een zeer beknopte achtergrond van de twee hoofdpersonen, gevolgd door een uitgebreide, in de eerste persoon geschreven beschrijving van het land waar de twee vandaan komen: Amerika. Vonnegut bekritiseert de vlaginstructie van de V.S., het ontwerp van de Amerikaanse dollar en de bewering dat in 1492 het land werd ontdekt. Door het boek heen zijn er meer van dit soort intermezzo's te vinden, bijvoorbeeld over genitaliën. Vele pagina's van het boek zijn ook geïllustreerd door Vonnegut ter ondersteuning van het verhaal.
In een flashforward wordt verteld dat Kilgore Trout Dwayne Hoover op het idee brengt dat Dwayne de enige mens op aarde is met een vrije wil en de rest van de mensen niets meer zijn dan robots, enkel als een experiment van God. Kilgore komt tot de realisatie dat de ideeën in zijn boeken als ziekten voor hersenen kunnen zijn, maar ook als het medicijn kunnen dienen.
Na een uitnodiging te hebben ontvangen voor een literair festival in Midland City vertrekt Kilgore vanuit New York, om daar met een vrachtwagenchauffeur mee te liften naar zijn eindbestemming.
Dwayne Hoover ervaart ondertussen symptomen van een midlifecrisis; zijn vrouw heeft onlangs zelfmoord gepleegd door het drinken van de gootsteenontstopper Drano en zijn zoon Bunny is uit de kast gekomen. Hij heeft regelmatig hallucinaties en vertoont symptomen van echolalie door schijnbaar willekeurig woorden van radio-interviews hardop na te praten in zijn auto. Naarmate het boek vordert gaat de mentale gezondheid van Dwayne steeds verder achteruit. Zo bevecht hij op een zeker ogenblik zijn secretaresse en  Francine Pefko, nadat Dwayne vermoedt dat zij hem een Kentucky Fried Chicken-restaurant wil laten kopen.
Kilgore en Dwayne ontmoeten elkaar in de cocktailbar van een Holiday Inn, waar Bunny Hoover piano speelt en ook Kurt Vonnegut zelf aan de bar met een zonnebril op zich bevindt. Nadat Kilgore zijn boek 'Now It Can Be Told' (Nu kan het verteld worden) geeft aan Dwayne, waarin hij beseft dat hij de enige mens op aarde is met vrije wil, maakt Dwayne amok in de cocktailbar. Hij valt als eerste zijn zoon aan en gaat verder door bezoekers van de bar te bevechten. Als laatste bijt hij de ringvinger van Kilgore Trout af.
Het boek eindigt met Vonnegut die schrijver Kilgore Trout opzoekt om hem te bevrijden van het slavenjuk dat hij op hem heeft gelegd als personage in een boek. Wanneer Kilgore Vonnegut voor gek uitmaakt laat de schrijver hem achtereenvolgens de Taj Mahal, Venetië, Dar es Salaam en de zon zien, later ook nog het geboorteland van Trout, Bermuda. Vonnegut laat Trout achter in Midland City, waarop Trout de laatste zin van het boek uitspreekt: "Make me young, make me young make me young!" (Maak me jong, maak me jong, maak me jong!).

## Geschiedenis
Vonnegut begon met het schrijven van het boek direct nadat hij klaar was met het schrijven van Slachthuis vijf in 1969, maar deed dit in het geheim. Het eerste uittreksel van het boek werd door hem voorgelezen op 4 mei 1970 in New York. Op dat moment was Dwayne Hoover de enige hoofdpersoon van het boek en wist hij vanaf het begin van het boek al dat hij de enige mens op aarde met vrije wil is.
In 1971 had Vonnegut de moed opgegeven om er verder aan te werken, omdat hij het boek "a piece of shit" (een stuk stront) vond, maar in 1973 verscheen het boek dan toch bij uitgeverij Dell Publishing.

## Verfilming
Het boek is in 1999 verfilmd door de Amerikaanse regisseur Alan Rudolph, met Bruce Willis als Dwayne Hoover en Albert Finney als Kilgore Trout. De film flopte: er werd $11 miljoen verlies geboekt en de film kreeg veelal negatieve recensies van critici.